# 平胸類
平胸類（へいきょうるい、学名 Ratitae）は、現生鳥類の中で原始的なグループである古顎類の中で、完全な地上生に進化したグループである。走鳥類（そうちょうるい）、走禽類（そうきんるい）とも。また、ダチョウ目を平胸類と同じに定義する説もある。
古顎類には平胸類のほかに、不完全な地上生のシギダチョウ科が含まれる。まれに平胸類や走鳥類にシギダチョウ科を含めることもあるが、ここではシギダチョウ科を含めないグループについて述べる。ただし、後述のようにシギダチョウ科を含めない平胸類は多系統であり、現代の遺伝学に基づいた分類学上は支持されない。

## 特徴
- 飛ばない地上性の大型の鳥類である。
- 胸骨に竜骨突起がない。平胸類という名はこれに由来する。竜骨突起とは飛翔に用いる筋肉である飛翔筋が付くべき部位である。かつては竜骨突起がある胸峰類と区別されていたが、現在は、竜骨突起がある鳥類から二次的に竜骨突起を失ったと考えられ、胸峰類に含められる。
- 羽根は左右対称であり、飛翔に適した形状をしていない。

## 分布
南半球にのみ分布する。
ダチョウ（アフリカ大陸）、レア類（南アメリカ大陸）、ヒクイドリ（ニューギニア島・オーストラリア大陸）、
キーウィ（ニュージーランド島）

## 系統
従来主流だった説では、平胸類は古顎類の残りであるシギダチョウ科（主に地上性だが、竜骨突起があり飛ぶことはできる）と姉妹群であり、シギダチョウ科と分化した後に竜骨突起を喪失したと考えられてきた。そのことは、Sibley & Ahlquist (1981) のDNA-DNAハイブリダイゼーションでも確認され、彼らはそれを分類に反映し、平胸類全体をダチョウ目に分類した。
しかし平胸類の単系統には、古生物学や動物地理学の面から Bock & Bühler (1990) や Elzanowski (1995) によって疑問が出された。最終的に Harshman et al. (2008) の分子系統により、古顎類の中で最初に分岐したのはダチョウ科であることが判明した。つまり、平胸類は多系統であり、竜骨突起の喪失は平胸類の進化の中で複数回起こった平行進化である。

## 分類

### 科・種
- キーウィ科 Apterygidae （ニュージーランド）
  - Apteryx australis,  Brown Kiwi, ブラウンキーウィ
  - Apteryx mantelli, North island Brown Kiwi
  - Apteryx owenii, Little Spotted Kiwi, コマダラキーウィ
  - Apteryx haastii, Great Spotted Kiwi, オオマダラキーウィ
  - Apteryx rowi, Okarito Brown Kiwi
- ダチョウ科 Struthionidae（アフリカ）
  - Struthio camelus, Ostrich, ダチョウ
- ヒクイドリ科 Casuariidae（オーストラリア）ヒクイドリとエミューを別の科にすることもある
  - ヒクイドリ族 Casuariini
    - Casuarius casuarius, Southern Cassowary, ヒクイドリ
    - Casuarius bennetti, Dwarf Cassowary
    - Casuarius unappendiculatus, Northern Cassowary

  - エミュー族 Dromaiini
    - Dromaius novaehollandiae, エミュー
- レア科 Rheidae（南アメリカ）
  - Rhea americana, Greater Rhea
  - Rhea pennata, Lesser Rhea
- †エピオルニス科 Aepyornithidae（マダガスカル、絶滅）
- †モア科 Dinornithidae（ニュージーランド、絶滅）

### 目
目の分類には、以下の2つの説が主流である。なおここでは、現生4科（エミューはヒクイドリ科に含める）についてのみ述べる。
- 4科をそれぞれ別の目にする。クレメンツ分類やピーターズ分類などの伝統分類で採用されている。（ただしクレメンツではキーウィはモアと共にモア目に属する）
- 4科全てをダチョウ目とする。Sibley & Ahlquist (1981) など。

このほか、ダチョウ科とレア科のみをダチョウ目に、他の2科をそれぞれ独立目にする説などがある。